# Viaggio sola
Viaggio sola è un film del 2013 diretto da Maria Sole Tognazzi.

## Trama
Irene è una quarantenne single che lavora come ispettrice negli hotel di lusso, così viaggia continuamente girando il mondo. Le uniche persone con cui ha un rapporto solido sono la sbadata sorella minore Silvia, in crisi con il marito Tommaso, le sue nipotine e l'ex fidanzato Andrea, con il quale ha mantenuto una stretta amicizia.
Silvia è preoccupata per la serenità di sua sorella, ma lei si dichiara felice del suo stile di vita, ritenendolo indipendente e privilegiato. Quando però Andrea le confida che una donna con cui ha avuto una storia è rimasta incinta e vuole tenere il bambino, Irene entra in crisi.
A farla riflettere ulteriormente sul suo modo di vivere ci penserà Kate Sherman, un'antropologa inglese incontrata a Berlino, con la quale instaura immediatamente una grande amicizia. La donna tuttavia muore in hotel durante la notte senza che si riesca a rintracciare un familiare o il marito e questo evento porta Irene a chiedersi se la sua è davvero libertà o è semplicemente solitudine.
Tornata in Italia si getta tra le braccia di Andrea dopo di che vede tutto più chiaro. Incontrata Fabiana, la madre del futuro bambino di Andrea, fa un passo indietro augurandole il meglio con il suo amico, convincendola che d'ora in poi lei non s'immischierà.
In aeroporto, pronta per un nuovo viaggio di lavoro, al telefono con la sorella, dopo essersi fatta perdonare alcuni screzi, svela tra il serio e il faceto un suo progetto di vita alternativo, drastico e radicale.

## Produzione
Gli alberghi visitati dalla protagonista nel corso del film sono:
- Borgo Egnazia, Savelletri di Fasano
- Gstaad Palace, Gstaad
- Fonteverde Tuscan Resort & Spa, San Casciano dei Bagni
- Hotel Adlon Kempinski, Berlino
- Hotel de Crillon, Parigi
- Palais Namaskar, Marrakech
- The Puli Hotel & Spa, Shanghai

## Accoglienza

### Critica
- «Il senso del film vive negli occhi di Margherita Buy, paradigma di una modernità femminile». Commento del dizionario Farinotti ().[2]
- «La regista [...] ha il coraggio di non far succedere quasi nulla, per cercare di descrivere personaggi a tutto tondo. Nei cui confronti c'è evidente affetto ed empatia. Ma c'è un po' di zavorra: la metafora delle schede asettiche [e] a volte i dialoghi troppo scritti. Le varie ambientazioni internazionali obbligano a deviazioni fuori tono, inutilmente animate dal montaggio da videoclip. Successo a sorpresa». Commento del dizionario Mereghetti ().[3]
- «È un film ben fatto e ben recitato che ha anche una morale: la libertà in sé stessa non esiste, è sempre un compromesso e dipende dallo scegliere a che cosa rinunciare nella consapevolezza di ciò a cui si sta rinunciando». Commento del dizionario Morandini ().[4]

### Incassi
Nella prima settimana di programmazione in Italia il film ha incassato 397 000 €. L'incasso totale nelle sale italiane è stato di 1 689 000 €. Il film ha incassato in tutto il mondo 2 505 783 $.

### Giudizi
- L'Internet Movie Database ha assegnato al film un punteggio di 6,3/10 ().[7]
- Il sito americano Metacritic ha assegnato alla pellicola un punteggio di 5,1 su 10 ().[8]
- Sul sito Rotten Tomatoes il film ha ottenuto un voto di 6.1 su 10 ().[9]

## Riconoscimenti
- 2013 - David di Donatello
  - Migliore attrice protagonista a Margherita Buy
  - Candidatura Migliore sceneggiatura a Ivan Cotroneo, Francesca Marciano e Maria Sole Tognazzi
  - Candidatura Migliore attore non protagonista a Stefano Accorsi
  - Candidatura Migliore attrice non protagonista a Fabrizia Sacchi
  - Candidatura Migliore montaggio a Walter Fasano
- 2013 - Ciak d'oro[10]
  - Migliore attrice protagonista a Margherita Buy[11]
  - Candidatura Migliore attore non protagonista a Stefano Accorsi
  - Candidatura Migliore sceneggiatura a Ivan Cotroneo, Francesca Marciano e Maria Sole Tognazzi
- 2013 - Nastro d'argento
  - Migliore commedia a Maria Sole Tognazzi
  - Candidatura Migliore produttore a Donatella Botti
  - Candidatura Migliore soggetto a Ivan Cotroneo, Francesca Marciano e Maria Sole Tognazzi
  - Candidatura Migliore attrice protagonista a Margherita Buy
  - Candidatura Migliore attrice non protagonista a Fabrizia Sacchi
  - Candidatura Migliore montaggio a Walter Fasano